# Notting Hill (del av en befolkad plats i Australien)
Notting Hill är en del av en befolkad plats i Australien. Den ligger i kommunen Monash och delstaten Victoria, omkring 19 kilometer sydost om delstatshuvudstaden Melbourne.
Runt Notting Hill är det mycket tätbefolkat, med 1 411 invånare per kvadratkilometer.. Närmaste större samhälle är Melbourne, omkring 19 kilometer nordväst om Notting Hill.
Runt Notting Hill är det i huvudsak tätbebyggt. Genomsnittlig årsnederbörd är 1 244 millimeter. Den regnigaste månaden är juli, med i genomsnitt 140 mm nederbörd, och den torraste är januari, med 49 mm nederbörd.